# Éverton Nogueira
Éverton Nogueira (Florestópolis, 12 de dezembro de 1959) é um ex-futebolista brasileiro que atuava como meia.

## Carreira
Iniciou na categoria dente-de-leite do Londrina EC em 1971, onde despontou em 1975 e iniciou profissionalmente em 1976. Pelo clube, foi artilheiro do Campeonato Paranaense, com 23 gols e campeão da Taça de Prata, em 1980, marcando ao todo cerca de 60 gols.
Chegou ao São Paulo FC em 1981, comprado por 15 milhões de cruzeiros, trazido por Carlos Alberto Silva. Em seu primeiro ano, marcou 21 gols.
Em junho de 1981, foi campeão do Torneio de Toulon, com a Seleção Brasileira de Novos.
Com a camisa do São Paulo, entre 1981 e 1982, Éverton disputou 152 partidas (87 vitórias, 28 empates e 37 derrotas) e marcou 41 gols.
No início de 1983, para contratar o centroavante Careca, o São Paulo se dispôs desembolsar relativa importância em dinheiro e três jogadores: Éverton, o lateral-esquerdo Edel e centroavante Sávio. Pelo Guarani, quase foi rebaixado para a 2ª divisão do Campeonato Paulista.
Em janeiro de 1984, foi contratado pelo Atlético MG por 250 milhões de cruzeiros.
Foi o artilheiro do Galo em todas as temporadas que jogou pelo clube: 22 gols em 1984, 34 gols em 1985 e 39 gols em 1986. No Galo, atingiu a marca de 92 gols dos 198 jogos disputados durante quatro anos vinculados ao clube. Pelo clube, foi bicampeão mineiro.
Estreou no Corinthians em 29 de abril de 1987, na vitória sobre o Bandeirante de Birigui por 4 a 2, onde marcou 2 gols, em partida válida pelo Campeonato Paulista de 1987. Pelo clube, entre 1987 e 1988, fez 68 partidas (28 vitórias, 26 empates e 14 derrotas) e marcou 20 gols.
Ainda em 88, se transferiu para o FC Porto, de Portugal.
Em 1990, conseguiu o chamado "passe-livre" e foi defender o América-MG. 
No segundo semestre daquele ano foi atuar no Japão, onde trabalhou três anos e meio no Yokohama Marinos e um ano e meio no Kyoto Sanga.
Em 1996, encerrou a carreira aos 36 anos.

## Títulos
Londrina
- Campeonato Brasileiro Série B: 1980

São Paulo
- Campeonato Paulista: 1981[1][2]

Atlético-MG
- Torneio de Amsterdã: 1984
- Campeonato Mineiro: 1985[16] e 1986

Corinthians
- Campeonato Paulista: 1988[17]

Yokohama Marinos
- Copa do Imperador: 1990 e 1991

## Artilharias
- 1985 - Campeonato Mineiro - Atlético - 16 gols